# جاناتان مرغ دریایی
جاناتان مرغ دریایی (به انگلیسی: Jonathan Livingston Seagull) یا پرنده‌ای به نام آذرباد، حکایتی است در قالب رمان کوتاه که ریچارد باخ آن را نوشته‌است. این رمان در سال ۱۹۷۰ منتشر شد. این داستان روایتگر یک مرغ نوروزی است که در باب زندگی و پرواز می‌آموزد.
ریچارد باخ این کتاب را تحت یک سری داستان کوتاه نوشت که در اواخر دهه ۱۹۶۰ در مجله پرواز منتشر شد. نخستین بار در قالب کتاب در سال ۱۹۷۰ منتشر و تا پایان سال ۱۹۷۲ بیش از یک میلیون نسخه چاپ شد. ریدرز دایجست (Reader Digest) نسخه خلاصه را منتشر کرد و این کتاب در صدر لیست پرفروش‌های نیویورک تایمز قرار گرفت و به مدت ۳۷ هفته باقی ماند. در سال ۱۹۷۲ و ۱۹۷۳، این کتاب در صدر فهرست هفتگی ناشران رمان‌های پرفروش در ایالات متحده قرار دارد.
در سال ۲۰۱۴ این کتاب دوباره با عنوان جاناتان لیوینگستون مرغ دریایی: ویرایش کامل (Jonathan Livingston Seagull: The Complete Edition) منتشر شد که بخش چهارم ۱۷ صفحه‌ای را به داستان اضافه کرد.
ترجمه (فرشته مولوی و هرمز ریاحی) این کتاب مصور در ایران در سال ۱۳۵۵ توسط شرکت سهامی کتاب‌های جیبی (در سه بخش) منتشر شد.
پس از مدتی، نویسنده اقدام به افزودن بخش چهارم به کتاب کرد.

[مقایسه با منطق الطیر عطار]

[دیدگاههای فلسفی]